# دروندارون
دروندارون (انگلیسی: Dronedarone) دارویی است که عمدتاً برای کاهش و درمان آریتمی‌های قلبی به کار می‌رود. این دارو در ۲ ژوئیه ۲۰۰۹ توسط FDA تأیید شد. این دارو به عنوان جایگزینی برای آمیودارون برای درمان فیبریلاسیون دهلیزی و فلوتر دهلیزی در افرادی که قلبشان به ریتم طبیعی بازگشته است یا تحت درمان دارویی یا درمان شوک الکتریکی قرار می‌گیرند، توصیه شد. کاردیوورژن فعلی (DCCV) برای حفظ ریتم طبیعی. دروندارون یک داروی ضد آریتمی کلاس III است. در ایالات متحده، برچسب تایید شده FDA شامل ادعایی برای کاهش بستری شدن در بیمارستان است، اما نه برای کاهش مرگ و میر، زیرا کاهش مرگ و میر در برنامه توسعه بالینی نشان داده نشد. کارآزمایی دارو در نارسایی قلبی متوقف شد زیرا تجزیه و تحلیل موقت افزایش احتمالی مرگ و میر ناشی از نارسایی قلبی را در بیماران مبتلا به CHF متوسط تا شدید نشان داد.
دروندارون در بیماران مبتلا به نارسایی قلبی کلاس IV NYHA، با نارسایی قلبی کلاس II-III NYHA با جبران اخیر که نیاز به بستری شدن در بیمارستان یا ارجاع به یک کلینیک تخصصی نارسایی قلبی دارد، یا مبتلایان به نارسایی قلبی دائمی منع مصرف دارد (فیبریلاسیون دهلیزی). دروندارون همچنین با موارد نادر آسیب شدید کبدی، از جمله نارسایی کبد، همراه است.

## مکانیسم عمل
دروندارون را "مسدود کننده چند کاناله" می نامند. با این حال، مشخص نیست که کدام کانال (ها) در موفقیت آن نقش اساسی دارند.  بنابراین، اقدامات دروندارون در سطح سلولی بحث برانگیز است، با اکثر مطالعات نشان می دهد که مهار در جریان های پتاسیم متعدد به بیرون از جمله یکسو کننده با تاخیر سریع، یکسو کننده تاخیر آهسته و یکسو کننده داخلی فعال شده با ACh. همچنین اعتقاد بر این است که جریان سریع Na و کانال‌های Ca نوع L را کاهش می دهد. کاهش در جریان K در برخی از مطالعات نشان داده شده است که به دلیل مهار کانال K-ACh یا پروتئین های مرتبط با GTP است. کاهش جریان K+ به میزان ۶۹ درصد منجر به افزایش مدت زمان AP و افزایش دوره‌های مقاوم به درمان مؤثر شد، بنابراین نشان داده شد که پتانسیل ضربان‌ساز گره SA را سرکوب می‌کند و بیماران را به ریتم طبیعی قلب باز می‌گرداند.

## فارماکوکینتیک
دروندارون نسبت به آمیودارون چربی دوست کمتری دارد، حجم توزیع بسیار کمتری دارد و نیمه عمر حذفی آن ۱۳ تا ۱۹ ساعت است که در مقایسه با نیمه عمر چند هفته‌ای آمیودارون است. به عنوان یک نتیجه از این ویژگی های فارماکوکینتیک، دوز دروندارون ممکن است کمتر از آمیودارون پیچیده باشد.

## موارد منع مصرف
- AF دائمی (بیمارانی که ریتم طبیعی سینوسی در آنها بازیابی نمی شود یا نمی توان آن ها را بازیابی کرد)
- نارسایی قلبی اخیراً جبران نشده که نیاز به بستری شدن در بیمارستان یا نارسایی قلبی کلاس IV دارد.
- بلوک AV درجه دوم یا سوم یا سندرم سینوس بیمار (به استثنای مواردی که همراه با یک ضربان ساز فعال استفاده می شود)
- برادی کاردی
- استفاده همزمان از یک مهارکننده قوی CYP3A
- مصرف همزمان داروها یا فرآورده‌های گیاهی که فاصله QT را طولانی‌تر می‌کنند و ممکن است باعث ایجاد تورساد د پوینتس شوند.
- سمیت کبد یا ریه مربوط به استفاده قبلی از آمیودارون
- نارسایی شدید کبدی
- مادران باردار و شیرده
- حساسیت به دروندارون
- اختلال کبدی
- استفاده از مهارکننده های ایزوآنزیم سیتوکروم P-450 (CYP) 3a (شامل: کلاریترومایسین، سیکلوسپورین، ایتراکونازول، کتوکونازول، نفازودون، ریتوناویر، تلیترومایسین، وریکونازول)